# Kenderes
Kenderes est une commune hongroise située dans le comitat de Jász-Nagykun-Szolnok, en région Grande Plaine septentrionale.
La ville est connue comme étant le lieu de naissance de l'amiral Miklós Horthy, régent du royaume de Hongrie entre 1920 et 1944. La demeure familiale des Horthy constitue la principale attraction touristique locale.

## Géographie
Au centre du comitat de Jász-Nagykun-Szolnok, Kenderes est traversée par la route principale 4 entre Szolnok (88,3 km à l'ouest) et Debrecen (125 km au nord-est). 
La commune est située au cœur de la grande plaine de Hongrie, dans un paysage agricole dominé par la culture des céréales. Plusieurs de ses anciens bâtiments sont protégés par l'Office national de protection des monuments de Hongrie.

### Communes limitrophes
Les communes limitrophes de Kenderes sont Kisújszállás, Fegyvernek, Kenderes-Bánhalma et Kunhegyes.

### Groupes ethniques et religions
La population de Kenderes est composée de 96,8 % de Hongrois, 2,8 % de Tsiganes et 0,1 % d'Allemands. 
56,9 % des habitants sont catholiques, 0,1 % sont grecs-catholiques, 19,9 % sont réformés et 0,1 % sont évangéliques. Les autres confessions représentent 0,2 % de la population et les sans religion 14,8 %.

## Histoire
L'histoire de Kenderes remonte probablement à l'Âge du bronze. Les sols composés de tchernoziom offrirent aux premiers occupants du site des conditions extrêmement favorables au développement de l'agriculture.
La première trace écrite de Kenderes date de 1352. Au XVe siècle, le village est la propriété de l'ordre des pères paulins, avant de devenir un centre du hussitisme. Dans la seconde moitié du XVIIe siècle, Kenderes souffre beaucoup des destructions des Turcs et des Tatars.
Y est né et y a été enterré l'amiral Horthy, régent du royaume de Hongrie de 1920 à 1944.

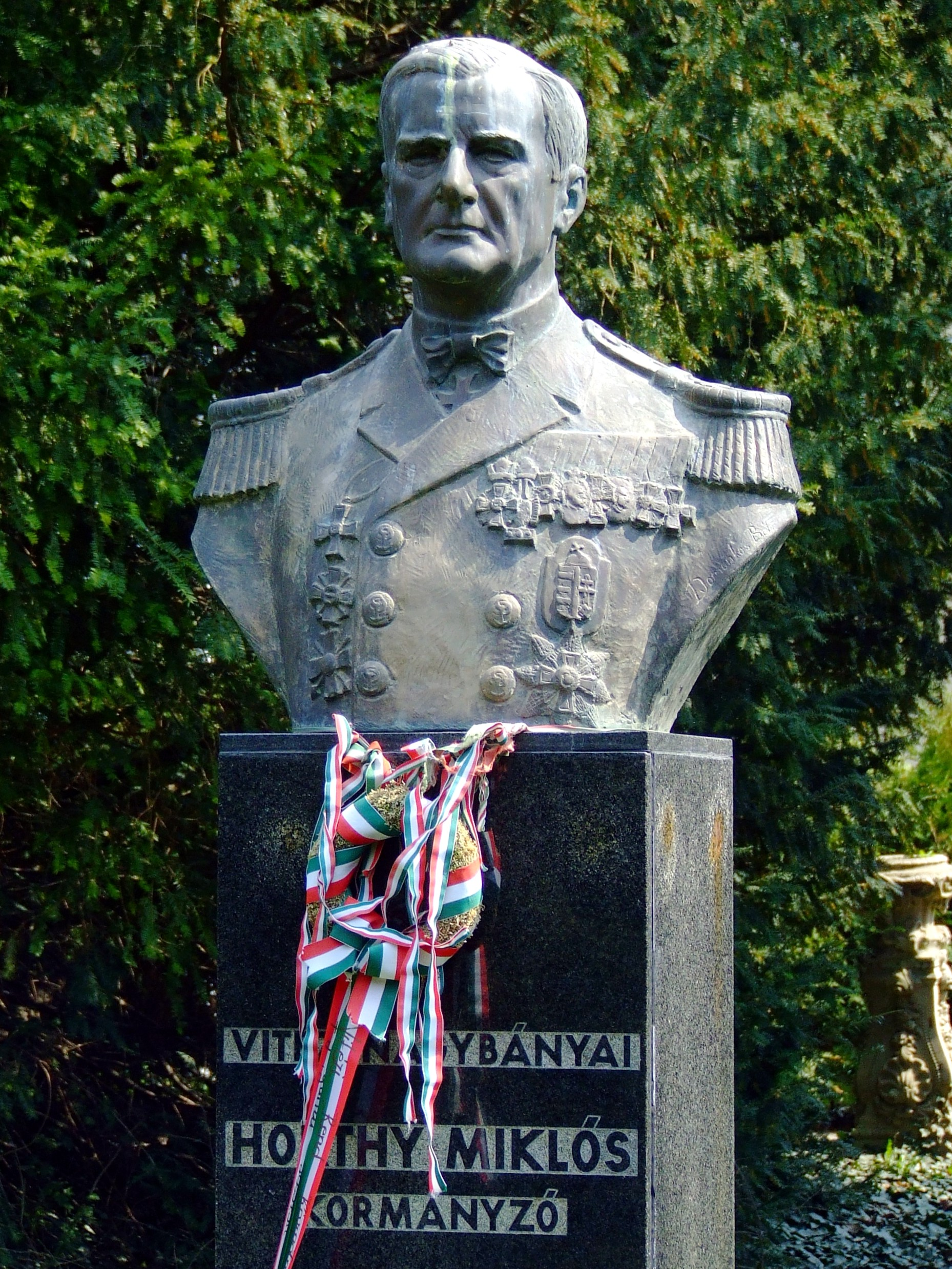
Bronze de l'amiral Miklós Horthy